# Guibaré (departamento)

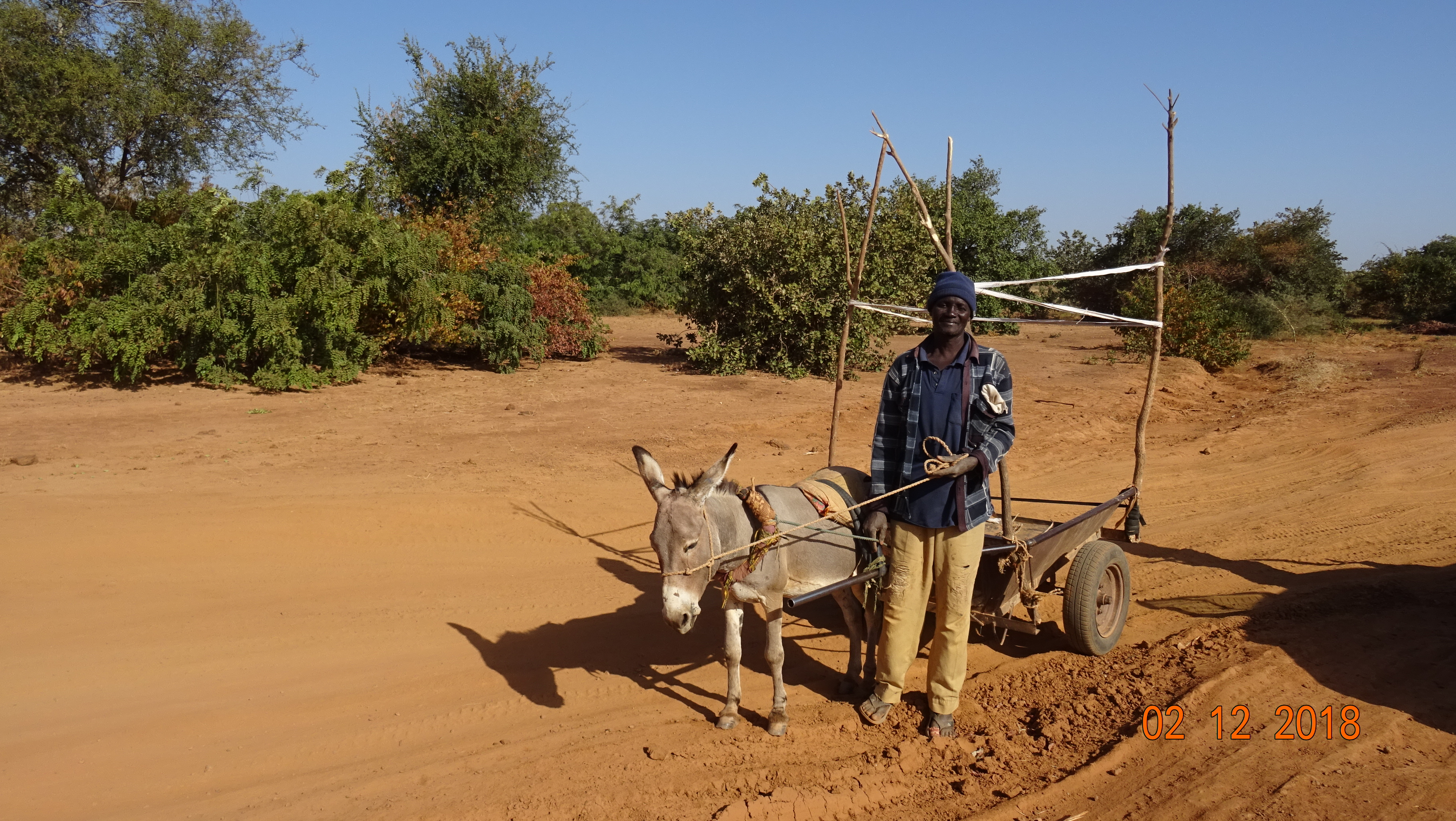
Carro tirado por un burro entre Guibaré y Sabsé

Guibaré es un departamento de la provincia de Bam, en la región Centro-Norte, Burkina Faso. A 1 de julio de 2018 tenía una población estimada de 32 609 habitantes.
Se encuentra ubicado cerca del río Volta Blanco y al norte de la capital del país, Uagadugú.